# Màn gương trong mờ

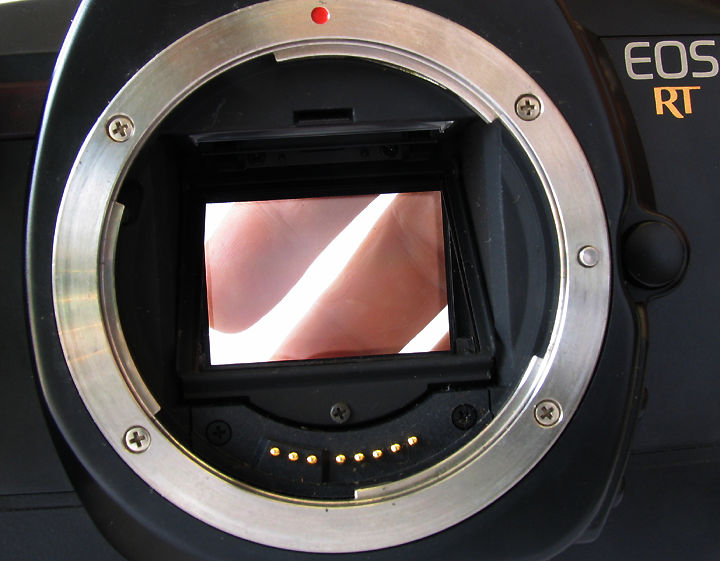
Gương nhân bản của Canon EOS RT

Màn gương trong mờ (Pellicle mirror) (số ít của pellis, da hoặc màng) là một gương bán trong suốt siêu mỏng, siêu nhẹ được sử dụng trong đường truyền tia sáng của một dụng cụ quang học, tách chùm ánh sáng thành hai chùm riêng biệt, cả hai đều giảm cường độ ánh sáng. Việc tách chùm cho phép sử dụng đồng thời cho nhiều mục đích. Độ mỏng của gương thực tế giúp loại bỏ chùm tia hoặc nhân đôi hình ảnh do sự phản xạ thứ hai yếu không hoàn toàn là được tính bề mặt không phản xạ theo khái niệm, một vấn đề với kiểu gương bán mạ.

## Trong nhiếp ảnh
Trong nhiếp ảnh, màn gương trong mờ đã được sử dụng trong máy ảnh phản xạ ống kính đơn (SLR), lúc đầu để cho phép đo sự phơi sáng qua ống kính và có thể để giảm rung máy, nhưng sau đó thành công nhất là cho phép chụp loạt ảnh nhanh, nếu không thì sẽ được làm chậm lại bởi sự chuyển động của gương phản xạ, trong khi duy trì tầm nhìn tìm kiếm liên tục.
Việc sử dụng màn gương trong mờ lần đầu là để chụp ảnh dù chỉ trong máy ảnh tách màu. Máy ảnh Devin Trcolor từ ít nhất là phiên bản năm 1938 đã sử dụng hai màn gương trong mờ cộng với ba bộ lọc màu để tách hình ảnh từ một ống kính thành ba hình ảnh của ba màu cơ bản phụ gia. Màn gương trong mờ là lý tưởng cho mục đích này, ngay cả ở ngày nay, vì chúng nhẹ hơn và rẻ hơn khối quang học như lăng kính lưỡng sắc nặng nề và đắt tiền đối với các tấm phim lớn, độ phân giải cao.
Máy ảnh DSLR thông thường có gương phản chiếu hướng chùm ánh sáng từ ống kính đến màn hình lấy nét trong khung ngắm, bị văng ra khỏi đường sáng khi thực hiện phơi sáng và khiến kính ngắm bị tối. Việc này tạo thêm một độ trễ giữa việc nhấn nhả cửa trập và sự phơi sáng thực tế của phim.
Máy ảnh đầu tiên sử dụng màn gương trong mờ làm bộ tách chùm cho khung ngắm là Canon Pellix, được Canon Camera Company Inc. ra mắt tại Nhật Bản vào năm 1965. Mục đích là để thực hiện đo phơi sáng thông qua ống kính (TTL), đã được tiên phong bởi Tokyo Kogaku KK, Nhật Bản tại 1963 Topcon RE Super. Điều đó sử dụng một bình đo CdS được đặt phía sau gương phản xạ có các khe hẹp cắt vào bề mặt để ánh sáng chiếu tới bình. Canon cải tiến ý tưởng bằng cách làm cho gương mờ và cố định. Bình đo đã bị cuốn vào đường dẫn ánh sáng phía sau gương bằng cách sử dụng cần gạt ở mặt trước máy ảnh bên phải để dừng đầu đọc phơi sáng, làm mờ kính ngắm trong giây lát. Hai phần ba ánh sáng từ ống kính máy ảnh được chiếu qua gương, phần còn lại được phản chiếu lên màn hình kính ngắm. Màn gương trong mờ Pellix là màng Mylar siêu mỏng (0,02 mm) có lớp bán phản xạ lắng đọng bay hơi. Vì không có hiện tượng tắt gương, người dùng có thể nhìn thấy hình ảnh tại thời điểm phơi sáng.
Máy ảnh DSLR 35mm tiếp theo sử dụng màn gương trong mờ là Canon F-1 High Speed, được cung cấp trong sự kiện Thế vận hội năm 1972, mục đích là chụp loạt ảnh nhanh, vào thời điểm đó rất khó để có được gương di chuyển. Thiết kế gương giống như ở Pellix. Vào năm 1984, Canon đã phát hành một phiên bản  "New F-1" khác của họ, đạt được kỷ lục 14 khung hình mỗi giây, là máy ảnh DSLR tương tự nhanh nhất thời điểm đó.
Nippon Kogaku KK, Nhật Bản đã giới thiệu chiếc Nikon F2H tốc độ cao của họ vào năm 1976. Gương là một màn mờ chứ không phải là gương nổi lên phía trước thông thường, dao động ra khỏi đường ánh sáng khi tiếp xúc. Để xác định F2H, lưu ý quay số tốc độ màn trập không có T, B hoặc 1/2000; không có chế độ hẹn giờ và có màn hình lấy nét loại B không thể tháo.
Hai mẫu Canon nữa được sản xuất với màn gương trong mờ, EOS RT và EOS-1N RS, RT dựa trên EOS 600/EOS 630 và 1N RS dựa trên EOS-1N.
Khi sự phát triển của máy ảnh DSLR đã phát triển kể từ những mẫu máy đầu tiên này, việc chụp theo trình tự nhanh rõ ràng là có thể sử dụng gương di chuyển thông thường trong máy ảnh tốc độ cao, loại bỏ màn gương trong mờ dễ bị tổn thương do bụi bẩn. Cơ chế gương của máy ảnh DSLR thông thường đã được cải thiện kể từ khi gương Pellix được giới thiệu; Kính ngắm chỉ tối trong một thời gian rất ngắn, độ trễ màn trập nhỏ và khả năng phản chiếu của gương đủ nhanh để chụp nhanh. Máy ảnh DSLR có thể chụp mười khung hình trở lên mỗi giây bằng cách sử dụng gương phản chiếu tức thì.